# David Cecil (pisarz)
Edward Christian David Gascoyne-Cecil (ur. 9 kwietnia 1902, zm. 1 stycznia 1986) – brytyjski arystokrata, pisarz i krytyk literacki, młodszy syn Jamesa Gascoyne-Cecila, 4. markiza Salisbury i lady Cicely Gore, córki 5. hrabiego Arran. Jego starszym bratem był Robert Gascoyne-Cecil, 5. markiz Salisbury.
Wykształcenie odebrał w Eton College i w Christ Church w Oksfordzie. W 1947 roku został profesorem retoryki na Gresham College. Rok później został profesorem literatury angielskiej na Uniwersytecie w Oksfordzie i był nim do 1970 roku. Był również członkiem literackiej grupy Inklingów (do której należeli m.in. John Ronald Reuel Tolkien, Charles Williams czy Clive Staples Lewis). Został odznaczony orderem Companions of Honour.
13 października 1932 roku poślubił Rachel MacCarthy, córkę krytyka literackiego, sir Desmonda MacCarthy’ego. David i Rachel mieli razem dwóch synów i córkę:
- Jonathan Hugh Gascoyne-Cecil (ur. 22 lutego 1939), aktor
- Hugh Peniston Gascoyne-Cecil (ur. 29 grudnia 1941), ożenił się z Mirabel Walker, ma dzieci
- Alice Laura Gascoyne-Cecil (ur. 29 listopada 1947)

Wydana w 1939 roku książka Młody Melbourne (The Young Melbourne), pierwsza z dwóch biografii XIX-wiecznego brytyjskiego premiera, lorda Melbourne’a, była jedną z ulubionych książek amerykańskiego prezydenta, Johna F. Kennedy’ego.

## Publikacje
- Porażony jeleń lub życie Cowpera („The Stricken Deer or The Life of Cowper”, 1929), o poecie Williama Cowperze
- Sir Walter Scott: The Raven Miscellany 1933)
- Wcześni wiktoriańscy pisarze: eseje („Early Victorian novelists : essays in revaluation”, 1934)
- Jane Austen (1936)
- Młody Melbourne i opowieść o jego małżeństwie z Caroline Lamb („The Young Melbourne and the Story of his Marriage with Caroline Lamb” 1939)
- Angielscy poeci („The English Poets”, 1941)
- Oksfordzka księga poezji chrześcijańskiej („Oxford Book Of Christian Verse”, 1941), edycja
- Ludzie RAF-u („Men of the R.A.F.”, 1942), razem z sir Williamem Rothensteinem
- Hardy the Novelist, an Essay in Criticism (1942) Clark Lectures,
- Antoniusz i Kleopatra, czwarty wykład W.P. Kera na uniwersytecie w Glasgow 4 maja 1943 r. („Antony and Cleopatra, the fourth W.P. Ker memorial lecture delivered in the University of Glasgow, 4th May, 1943”, 1944)
- Poezja Thomasa Graya („Poetry of Thomas Gray”, 1945)
- Dwa ciche życia („Two Quiet Lives”, 1948), biografia Dorothy Osborne and Thomasa Graya
- Poeci i opowieści („Poets & story-tellers”, 1949) eseje
- Czytanie jako jedna ze sztuk („Reading as one of the fine arts”, 1949), inauguracyjny wykład na Uniwersytecie w Oksfordzie wygłoszony 28 maja 1949 r.
- Lord M, lub dalsze życie lorda Melbourne’a („Lord M, or the Later Life of Lord Melbourne”, 1954)
- Walter Pater – uczony artysta („Walter Pater – the Scholar Artist”, 1955)
- Augustus John. 52 rysunki („Augustus John. Fifty-two Drawings”, 1957)
- Sztuka czytania i inne studia literackie („The Fine Art of Reading and other literary studies”, 1957)
- Modernizm w poezji angielskiej 1900-1950 („Modern Verse in English 1900-1950”, 1958), edycja razem z Allenem Tatem
- Max (1964) biografia Maxa Beerbohma
- The Bodley Head Beerbohm (1970), edycja
- Wizjoner i marzyciel: dwóch poetów-malarzy: Samuel Palmer i Edward Burne-Jones („Visionary and dreamer : two poetic painters : Samuel Palmer and Edward Burne-Jones”, 1969)
- Wiersze Tennysona. Wybór („A Choice of Tennyson's verse”, 1971), edycja
- Cecilowie z Hatfield House: Portret angielskiej rodziny magnackiej („The Cecils of Hatfield House: A Portrait of an English Ruling Family”, 1973)
- Walter De La Mare (1973)
- Album wiktoriański. Julia Margaret Cameron i jej środowisko („A Victorian Album. Julia Margaret Cameron and her Circle”, 1975), wspólnie z Grahamem Ovendenem
- Biblioteka zwierciadeł („Library Looking-Glass”, 1975), antologia
- Albun lady Ottoline („Lady Ottoline 's Album”, 1976)
- Portret Jane Austen („A Portrait of Jane Austen”, 1978)
- Portret Charlesa Lamba („A portrait of Charles Lamb”, 1983)
- Desmond MacCarthy, życie i twórczość („Desmond MacCarthy, the Man and His Writings”, 1984), edycja
- Kilka domów hrabstwa Dorset („Some Dorset Country Houses”, 1985)